# 禹貢
禹貢是《尚書》的一篇，敘述中國地理方物兼均稅的作品。整篇文章據傳為上古三代時的夏朝君主禹治水成功後所作（即成書時代在唐虞時期），或云夏代史官所錄，而後經孔子編入尚書，但近年來成書時代產生爭議。
全书一千一百九十三字，以山脉、河流为标志，将全国划分为九州，并对每州疆域、山脉、河流、植被、土壤、物产、贡赋、少数民族、交通等自然和人文地理现象，作了简要的描述。後世《汉书．地理志》、《水经注》、《元和郡县图志》、《太平寰宇记》，以及唐、宋以来许多历史地理学著作以禹贡为宗。

## 作者
禹贡作者不详，旧说夏官之作、大禹亲笔等，都缺乏实证。成书年代历来多有争论，有夏禹说、西周说、春秋说、战国说、秦汉说，多数学者认为是战国时代著作，约成书于前5～前3世纪。主要的理由是禹贡中所记的不少地理状况都是战国时的现象，有的地名和水名甚至要到战国后期才出现；而且在《尚书》各篇中，禹贡的语言照理应比出现在它以后的盘庚等篇难懂，但事实恰相反，这说明禹贡问世的时间较晚。
王國維《古史新證》認為周初人所作。内藤虎次郎禹貢製作年代考主張战国末至汉初说，史念海在论禹贡的著作时代一文中，则据禹贡中有“南河”、“西河”之称，认定作者为魏国人。顾颉刚認為是戰國時代的作品。

## 成书时间

### 戰國說
顾颉刚在1920年代初提出禹贡成书于战国，与战国时期疆域的扩大有关:17:265。后来进一步推論禹贡作者的地理知识仅限于前280年以前七国所达到的疆域。因此禹贡是公元前3世纪的作品，较秦朝统一时代约早60年；而作者可能是秦国人。
史念海認為禹贡的九州是战国前期列国疆域形势的反映，推断作者为魏国人及禹贡成书于梁惠王元年至九年之间（公元前370年-前362年）。
许道龄認為禹贡是战国末期的作品。蒋善国则论证禹贡作于公元前289年至239年之间，且很可能就在公元前245年前后。英国学者李约瑟则认为禹贡是公元前5世纪的作品。
此外，持战国末期说者还有卫聚贤、李泰芬、张西堂等。
李民認為禹貢的成書代應在春秋戰國前期，但也指出“不能由於它是後人所寫定，而抹殺其原始素材的真實性”，又“禹貢寫的四至范圍决非无稽之談，它基本上反映出夏王朝的中心地區、與國和周圍部落之間的相互關係”。
也有意見指出過去學者之所以多認為九州說是在戰國後期大一统觀念出現後形成的，是因為誤以為九州是夏代的行政區劃。

### 西周說
辛树帜认为禹贡的疆域与周初分封历史相合，禹贡九州反映的是西周政治，所以禹贡的成书年代是在西周的文、武、周公、成、康全盛时代，下至穆王为止，为当时太史所录。
岳红琴认为禹贡主要内容成于西周，并推断禹贡成书应在西周中期。指出禹贡全文形成是一个漫长的过程，其间不可避免地有西周以前历史的痕迹，甚至有夏代的史影，也可能攒入有西周以后的内容，如战国的东西，但我们判断其成书年代要以其主要内容为依据。遂公盨及其铭文为禹贡主要内容成于西周中期提供了重要的证据。
考古学者邵望平認為不管禹贡最终成书与哪年哪代，九州部分是有三代史实为依据的。又商王朝势力所及已达于九州，而九州分野又大体与黄河长江流域由来已久的人文地理区系相合，故不排除禹贡中之九州部分的蓝本出自商朝史官之手或是商朝史官对夏史口碑追记的可能，另一可能则是周初史官对夏商史迹的追记。
李學勤在《夏史與夏代文明》認為，“禹貢中的基本素材是古老、真實的，是夏代留傳下來的，它的寫作年代應在西周時期，很可能是西周晚期完成的。遂公盨的發現，將大禹治水的記載從春秋提早至西周。”李學勤認為〈禹贡〉雖然成書時間較晚，但九州范圍不是戰國後期才有的觀念，而是夏代實際存在過的人文地理區系，大體與黃河、長江流域由來己久的人文地理區系相合。

## 内容
禹貢是《尚書》中夏書四篇最重要的一篇，全書共一千一百九十三字，分「九州」、「導山」、「導水」、「水功」和「五服」五部分。以山脈、河流作為標誌，將天下劃分為九个區域，即九州，对每一州範圍、山脈、河流、土壤、物產、貢賦、氏族部落、交通地理等情況作簡要描述。
九州：上古期洪水滔天，不辨区域，大禹治水以后，將中土分成九州，即冀州、兗州、青州、徐州、揚州、荊州、豫州、梁州和雍州，并扼要地描述了各州的地理概况。
導山：分九州山脉为三条四列，山系概念明确，所记的山真实可靠。以汧山、壺口山、砥柱山、太行山、西傾山、熊耳山、嶓冢山、內方山、㞶山為九山，並說明導山的目的是為了治水。
導水：叙述弱水、黑水、河水、瀁水、江水、沇水、淮水、渭水、洛水九条主要河流和各水系的源流、分布特征以及疏导情形。
水功：指出禹平水土後，九州統一，九山通行，九川疏通，四方土地皆可居住，民眾安居樂業，河川皆与四海相通，再无壅塞溃决之患。
五服：叙述在国力所及范围，以京都为中心，由近及遠，分为甸服、侯服、绥服、要服、荒服五服。从此九州安定。

## 註疏
禹貢全文一千一百九十三字。自西汉孔安国以后，历代注释、考证禹贡的人和著作甚多，形成禹贡学，其中以清代胡渭的《禹贡锥指》成绩最著，为集禹贡研究之大成。外国研究者也不少，成绩显著者有德国人李希霍芬，日本人小川琢治、饭岛中夫、内藤虎次郎等。
《史記‧夏本紀》及《漢書‧地理志》皆曾記載禹貢全文，始於「禹敷土」，終於「告厥成功」，自漢朝孔安國、鄭玄，到宋朝程大昌、毛晃，還有蘇軾、曽旼、葉夢得、張九成、薛季宣、黄度、呂祖謙、王炎、呉澄、王充耘、王樵、邵宝等專門注釋禹貢，二千年以來不知凡幾。
較為代表性的註疏作品有程大昌《禹貢論》，傅寅《禹貢說斷》，胡渭《禹貢錐指》，焦循《禹貢注釋》、張能恭《禹貢訂傳》、黃翼登《禹貢注刪》、夏允彝《禹貢古今合注》。
以胡渭的《禹貢錐指》最完善，最閎博。但歷代對於碣石、黑水、三危、九江、陪尾、三江、彭蠡等地名之爭辯，至今猶不能止。

## 評價
自汉至唐，以解释禹贡经文为主，形成「禹贡汉学」。以唐孔颖达为代表，详于训诂，注重师承，失于墨守成规，抱残守缺。宋至清，以考注禹贡地理为主，形成「禹贡宋学」。以宋代学者蔡沈、清代学者胡渭为代表，敢于创新，时有批判，失于武断，牵强附会。
古人误认为禹贡是4,000年前的大禹之作，奉之为“经”，成为《汉书·地理志》、《水经注》、《元和郡县图志》、《太平寰宇记》，以及唐、宋以来许多地理著作征引的对象。禹贡被推崇到至尊的地位，成为人们必读的经典。明人艾南英在《禹贡图注·序》中说：“禹贡一书，古今地理志之祖者。”李振裕為《禹貢錐指》作序：“自禹治水，至今四千餘年，地理之書無慮數百家，莫有越禹貢之範圍者。”至清末仍有影響力。
1930年代后，开始以现代学术视角研究禹贡，以顾颉刚发起的禹贡学会为代表。
今人视为研究中国历史地理的重要参考文献。現代酈學家陳橋驛指出，禹貢說：“導沇水，東流為濟，入於河，溢為滎。”在《漢書·地理志》河東郡垣縣下說：“禹貢，王屋山在東北，沇水所出，東至武德入河。”《水經注》又沿此誤說：“濟水出河東垣縣東王屋山，為沇水。”，濟水（或稱沇水）最後被誤引成為黃河的支流。又禹貢說：“嶓塚導漾，東流為漢。”，錯誤地把漾水以為是漢水的上源，《水經注》同樣的沿用此誤。類似的錯誤還有很多，古人不敢批判經書，用各種牽強附會的解釋為經書圓場，最荒謬莫過於濟水“三伏三出”，“在地理上絕不可能”。